# Metapelma strychnocola
Metapelma strychnocola är en stekelart som beskrevs av Mani och Kaul 1973. Metapelma strychnocola ingår i släktet Metapelma och familjen hoppglanssteklar. Inga underarter finns listade i Catalogue of Life.